# Протеза
Протезе од грчке речи (грч. πρόσθεσις, „додатак“) су техничке справа (ортопедска помагала), која треба да функционално и естетски надокнаде део тела који недостаје, најчешће недостајући уд или део уда (екстремитета). Протеза је и справа која спречава настанак контрактуре, убрзава формирање патрљка, спречава атрофију мишића, помаже у смањењу фантомских сензација и ублажава психичке проблеме.

## Историја
Вештачке руке и ноге, или протезе, које су имале за циљ да врате одређени степен нормалне функције особама са ампутацијом, као нека врста механичког уређаја илале су за циљ да омогуће ампутиранима да поново ходају или да наставе да користе две руке вероватно су у употреби од давнина, прво у виду једноставног клина. Употреба таквих протеза све до примене, хируршка процедура за ампутацију није била у великој мери успешна све до 600 их године пре нове ере.
Оружари средњег века створили су прве софистициране протезе, користећи снажно, тешко, нефлексибилно гвожђе за прављење удова које је ампутирани једва могао да контролише. Чак и са зглобним механизмима које је изумео Амброаз Паре 1500-их, ампутирани уд се није могао савијати по вољи. Вештачке руке тог времена биле су прилично лепе и замишљене су биле као имитације правих руку, али нису биле функционалне.
Напредак у протетиисању удова донели су у 19. веку: Петер Балиф из Берлина 1812. године који је развио протезе за особе са подлакатним ампутирацијама  удова, Ван Петерсен 1844. године који је развио протезе за особе са подлакатним ампутирацијама  удова. Офе протезе су биле функционалније али и даље далеко од идеалних.   У већини случајева у деветнаестом веку  много промена у протетици инициране су од самих ампутирца. Тако је нпр. Ј. Е. Хангер, студент машинства (који је изгубио ногу у грађанском рату) прво дизајнирао за себе вештачку ногу, а потом 1861. године основао компанију (која и данас постоји) за производњу протетеза за ногу.  Други пацијент са ампутацијом по имену А.А. Винкли који је такође развио прво за себе потколену протезу, потом је уз помоћ Ловела Џепсона основао компанију Винкли 1888. године. Ова компанија је прво пласирала протезе на тржиште током Националног окупљања ветерана грађанског рата, а потом и на тржишта широм Америке.
Двадесети век је донео највећи напредак у протетисању удова. Материјали попут модерне пластике омогућили су да протетски уређаји постану снажнији и лакши од ранијих направљених од гвожђа и дрвета. Нове пластичне масе, бољи пигменти и софистицираније процедуре за стварање вештачке коже (која изгледа доста реалистично), омогућили су даљи развој протетике.
Најузбудљивији део у протетици двадесетог века био је развој миоелектричних протетских удова, заснованих на коришћењу електричних сигнала из мишића руку пацијента за померање удова. Истраживање и уградња миоелектричних удова које је почело касних 1940-их у Западној Немачкој, омогућило је да до касних 1960-их миоелектрични уређаји прво постану доступни одраслима, а у последњој деценији 20. века и деци.
Последњих година све више се користе компјутери за помоћ при постављању протеза на удовима. Осамдесет пет процената приватних протетских установа користи CAD/CAM програме за дизајнирање протетских помагала.

## Намена
Протеза се обично користе за:
- замену делова тела  након повреда (трауме),
- замену недостајућих делова тела од рођења (конгениталне или урођене аномалије удова),
- за надокнаду или као додатак оштећеним деловима тела након оперативних захвата (због тумора, гангрене итд),
- за замену уда непсредно након операције - привремана или  имедијантна (непосредна) постоперативна протеза, која се поставља на патрљак пацијента непосредно након ампутације, док је још под анестезијом. У овом случају  пацијент се буди са протезом и не види патрљак ампутираног екстремитета, али види протезу са стопалом. Са психолошке тачке гледишта, овај облик протезе може позитивно утицати на пацијента и има за циљ да он боље прихвати његово стања након ампутације.

## Делови протезе
| Главни делови                      | Карактеристике | Слика |
| ---------------------------------- | --- | ----- |
| Контактно лежите                   | Део протезе преко кога је цео патрљак у контакту са протезом. |       |
| Модули или носиве јединице протезе | Делови протезе који су међусобно повезани механички подесивим зглобовима. Модули су грађени углавном од челика, а лежишта од пластике и силикона, који јако добро приања, али је и скуп. |       |
| Естетски део или облога протезе    | Видљиви део протезе који прекрива носиви део протезе и својим изгледом имитира природни уд.                                                                                              |       |

## Материјали који се користе за изграду протеза
Пожељне карактеристике материјала који се користе у протетици, да су:  
- компатибилни са људским ткивом,
- лагани,
- релативно јефтини,
- чврсти и издржљиви.

У неке од материјала који се најчешће користе у протетици спадају:
Кожа - која има предност због велике могућности,обликовања. Недостатак коже је да не трпи влагу и зној.
Дрво - које има предност због лаке обраде.Недостаци - не подноси влагу и мора да има дебело лежиште.
Метал - преретежно лаки метали као што су титанијум и алуминијум који су заменили већи део челих делова. Иако се најчешће користе металне легуре,  ове материјале све више мења производњи протеза од карбонских влакана који се користе за формирање лаганог стуба протезе..
Гипс - који се користи се за узимање отиска плежишта
Различите врсте пластике - најчешће полипропилена, који је лаган и лак за обраду.
Кроз историју протетике, дошло је до напретка у изради вештачких удова. Пластика и други материјали, као што су карбонска влакна, омогућили су израду вештачких удова који су јачи и лакши (чимесе ограничава количину додатне енергије неопходне за рад удова). Ово је посебно важно за особе са транс-феморалним ампутиранцијама.  Савременији материјали су такође омогућили да вештачки удови изгледају много реалистичније, што је важно за трансрадијалне и трансхумералне ампутиране особе јер је већа вероватноћа да ће вештачки уд бити изложен погледу околине.
Поред нових материјала, употреба електронике је постала веома честа у вештачким удовима. Миоелектрични удови  претварају покрете мишића у електричне сигнале, и постали су много чешћи од удова којима се управља каблом. Електроде примају миоелектричне сигнале, сигнал се интегрише и када пређе одређени праг, покреће се сигнал контроле протетисаног екстремитета, због чега све миоелектричне контроле заостају. Супротно томе, контрола каблом је непосредна и физичка, и кроз то нуди одређени степен директне повратне информације силе коју миоелектрична контрола нема. 
Компјутери се такође интензивно користе у производњи удова. Компјутерски потпомогнут дизајн и компјутерски подржана производња се често користе за помоћ у дизајну и производњи вештачких удова.
Већина савремених вештачких удова се причвршћује за резидуални екстремитет (патрљак) ампутираног каишем и манжетнама или усисом. Преостали екстремитет се или директно уклапа у утичницу на протетици, или се  што је данас чешће - користи облога која се затим фиксира за утичницу или вакуумом (усисне утичнице) или чиодом. Облоге су мекане и по томе могу створити далеко боље усисно пријањање од тврдих утичница. Силиконски улошци се могу набавити у стандардним величинама, углавном са кружним (округлим) попречним пресеком, али за било који други облик заосталих удова могу се направити улошци по мери. Утичница је направљена по мери да одговара заосталом екстремитету и да расподела силе вештачког екстремитета преко подручја заосталог екстремитета (уместо само једне мале тачке), што помаже у смањењу хабања заосталог екстремитета.

## Врста протеза према намени
Према својој намени протезе се деле на; протезе за горње и доње удове и остале протезе.

### Протезе загорње удове
Протезе за горње удове (екстремитете) јесу: 
Естетска протеза шаке
Подлакатна (трансрадијална) естетска протеза
Подлакатне (трансрадијалне) механичке протезе са уграђеном шаком
Надлакатна (трансхумерална) естетска протеза
Надлакатне (трансхумералне) механичке протезе
Естетска протеза после дезартикулације рамена
| Намена                     | Врсте                                                                |
| -------------------------- | -------------------------------------------------------------------- |
| Према нивоу ампутације     | надлактне, подлактне, за дисартикулацију                             |
| По функционалности         | - функционалне - естетске                                            |
| По конструкцији            | - ендоскелетне - егзоскелетне                                        |
| По трајању                 | - привремене - коначне                                               |
| Према контролном механизму | - механичке, - пнеуматске, - електричне, - биоелектричне, - хибридне |

### Протезе задоње удове
Протезе за доње удове (екстремитете) јесу: 
Протеза за стопало
Ова врста протеза изарађује се након:
- Ампутације прстију: ово су технике ампутације које не утичу много на ход ампутирца. Механизам хода је очуван, осим у случају ампутације ножног палца што представља потешкоћу приликом хода, поготово у фази пропулзије.
- Трансметатарзална ампутација: ампутација кроз метатарзалне кости. Пошто су уклоњене главе метатарзалних костију, онемогућена је трећа клацкалица и остатак стопала без протетичког помагала више нема способност пропулзије.
- Тарзометатарзална (Листфранк) ампутација: на нивоу између тарзуса и метатарзуса. Велики део стопала недостаје тако да је нормалан ход без протетичког помагала несврсисходан.
- Транстарзална (Шопарт) ампутација: ради се тако да је део стопала антериорно од талуса и калканеуса одстрањен. Уз овај ниво ампутације неопходно је високопрофилно ригидно помагало да би се успоставио нормални образац хода.
- Дезартикулација глежња, (Сајм) ампутација: након које је очувана тибија и фибула испод којих се поставља мишићно петно јастуче које обезбеђује добар ослонац за батаљак.

Потколене (транстибијалне) протезе
Ово је ниво ампутације доњег уда који се најчешће среће. Зглоб колена је очуван тако да се уз адекватну протезу може успоставити добра биомеханика хода. Квалитетна лежишта и добар избор модерних протетичких стопала омогућава корисницима сасвим нормалне услове за обављање свих животно важних функција.
Протезе после дезартикулације колена
Најбољи избор уколико се мора урадити трансфеморална ампутација. Очувано је дистално оптерећење на батаљак, добра проприоцепција и најбоља дужина фемура и мишића. Једини недостатак може бити естетски изглед приликом седења са протезом. Болесници ову врсту помагала користе радије него класичну трансфеморалну протезу са ишиалним ослонцем, јер им она омогућава лакши ход и мањи утрошак енергије.
Натколене (трансфеморалне) протеза
Ампутација изнад колена може се извршити на нивоу проксималне, средње и дисталне трећине фемура. Уз модерно лежиште (ИЦ) које је надокнадило недостатке квадрилатералних лежишта и кориштење модерних зглобова стопала и колена корисник је у могућности, уз одговарајуће терапеутске вежбе да се потпуно уклопи у заједницу и буде јој користан члан.
Протеза после дезартикулације кука
Ово је највиши ниво ампутације на доњем уду и представља изазов и протетичару и кориснику. Кориснику јер ово представља одстрањење три најважнија зглоба на доњем уду а протетичару да направи добро лежиште и добро укомпонује припадајуће елементе протезе. Наравно да је за све ово потребно богато радно искуство као и добро познавање анатомије, биомеханике...